# U-75 (1940)
U-75 — средняя немецкая подводная лодка типа VIIB времён Второй мировой войны.

## История
Заказ на постройку субмарины был отдан 2 июня 1938 года. Лодка была заложена 15 декабря 1939 года на верфи Бремен-Вулкан под строительным номером 3, спущена на воду 18 октября 1940 года. Лодка вошла в строй 19 декабря 1940 года под командованием капитан-лейтенанта Гельмута Рингельманна.

### Флотилии
- 19 декабря 1940 года — 31 марта 1941 года — 7-я флотилия (учебная)
- 1 апреля 1941 года — 1 октября 1941 года — 7-я флотилия
- 1 октября 1941 года — 28 декабря 1941 года — 23-я флотилия

### История службы
Лодка совершила 5 боевых походов. Потопила 7 судов суммарным водоизмещением 37 884 брт и два военных корабля суммарным водоизмещением 744 тонны.
Потоплена 28 декабря 1941 года в Средиземноморье близ Mersa Matruh, в районе с координатами 31°50′ с. ш. 26°40′ в. д., глубинными бомбами с британского эсминца HMS Kipling. 14 человек погибло, 30 членов экипажа спаслись.

## Потопленные суда
| Дата            | Тип             | Принадлежность | Дата            | Тоннаж (БРТ) | Груз                                                        | Судьба   | Место                     |
| City of Nagpur  | лайнер          | Великобритания | 29 апреля 1941  | 10 146       | 2184 тонны генерального груза                               | потоплен | 52°30′ с. ш. 26°00′ з. д. |
| Eibergen        | грузовое судно  | Нидерланды     | 3 июня 1941     | 4 801        |                                                             | потоплен | 48°02′ с. ш. 25°06′ з. д. |
| Inversuir       | танкер          | Великобритания | 3 июня 1941     | 9 456        | в балласте                                                  | потоплен | 48°30′ с. ш. 28°30′ з. д. |
| Schie           | грузовое судно  | Нидерланды     | 25 июня 1941    | 1 967        | в балласте                                                  | потоплен | 53°02′ с. ш. 42°10′ з. д. |
| Cape Rodney     | грузовое судно  | Великобритания | 5 августа 1941  | 4 512        | 7320 тонн пальмового масла, арахиса и марганцевой руды      | потоплен | 53°26′ с. ш. 15°40′ з. д. |
| Harlingen       | грузовое судно  | Великобритания | 5 августа 1941  | 5 415        | 8000 тонн западноафриканских сельскохозяйственных продуктов | потоплен | 53°26′ с. ш. 15°40′ з. д. |
| HMS TLC-2 (A 2) | десантное судно | Великобритания | 12 октября 1941 | 372          |                                                             | потоплен | 32°08′ с. ш. 24°56′ в. д. |
| HMS TLC-7 (A 7) | десантное судно | Великобритания | 12 октября 1941 | 372          |                                                             | потоплен | 32°08′ с. ш. 24°56′ в. д. |
| Volo            | грузовое судно  | Великобритания | 28 декабря 1941 | 1 587        | в балласте                                                  | потоплен | 31°45′ с. ш. 26°48′ в. д. |